# شهرستان کالینینسکی (استان تور)
شهرستان کالینینسکی (به لاتین: Kalininsky District) یک شهرستان در روسیه است که در استان تور واقع شده‌است.